# Зеленогайский сельский совет (Васильковский район)
Зеленогайский сельский совет (укр. Зеленогайська сільська рада) — входит в состав
Васильковского района
Днепропетровской области
Украины.
Административный центр сельского совета находится в 
с. Зелёный Гай.

## Населённые пункты совета
- с. Зелёный Гай
- с. Долгое
- с. Копани
- с. Крутенькое
- с. Новоандреевка
- с. Тараново
- с. Хвыли

## Ликвидированные населённые пункты совета
- с. Красногорское